# Phyllanthoideae
Phyllanthoideae, biljna potporodica, dio porodice filantusovki (Phyllanthaceae). Podijeljena je na četiri tribusa.

## Tribusi
- Subfamilia Phyllanthoideae Beilschm.
  - Tribus Wielandieae Baill. ex Hurus.
    - Subtribus Astrocasiinae G. L. Webster
      - Heywoodia Sim (1 sp.)
      - Chascotheca Urb. (2 spp.)
      - Astrocasia B. L. Rob. & Millsp. (6 spp.)

    - Subtribus Wielandiinae Pax
      - Dicoelia Benth. (2 spp.)
      - Chorisandrachne Airy Shaw (1 sp.)
      - Wielandia Baill. (13 spp.)

  - Tribus Poranthereae Müll. Arg. ex Grüning
    - Andrachne L. (22 spp.)
    - Meineckia Baill. (32 spp.)
    - Notoleptopus Voronts. & Petra Hoffm. (1 sp.)
    - Poranthera Rudge (17 spp.)
    - Pseudophyllanthus (Müll. Arg.) Voronts. & Petra Hoffm. (1 sp.)
    - Phyllanthopsis (Scheele) Voronts. & Petra Hoffm. (2 spp.)
    - Actephila Blume (34 spp.)
    - Leptopus Decne. (18 spp.)

  - Tribus Bridelieae Müll. Arg.
    - Subtribus Securineginae Müll. Arg.
      - Securinega Comm. ex A. Juss. (5 spp.)
      - Lachnostylis Turcz. (3 spp.)

    - Subtribus Amanoinae Pax
      - Amanoa Aubl. (16 spp.)

    - Subtribus Keayodendrinae Petra Hoffm.
      - Keayodendron Leandri (1 sp.)

    - Subtribus Pseudolachnostylidinae Pax
      - Pseudolachnostylis Pax (1 sp.)
      - Pentabrachion Müll. Arg. (1 sp.)
      - Cleistanthus Hook. f. ex Planch. (144 spp.)
      - Bridelia Willd. ex Spreng. (47 spp.)

    - Subtribus Saviinae Müll. Arg.
      - Savia Willd. (2 spp.)
      - Gonatogyne Klotzsch ex Müll. Arg. (1 sp.)
      - Croizatia Steyerm. (5 spp.)
      - Tacarcuna Huft (3 spp.)
      - Discocarpus Klotzsch (4 spp.)

  - Tribus Phyllantheae Dumort.
    - Plagiocladus Jean F. Brunel ex Petra Hoffm. (1 sp.)
    - Margaritaria L. f. (13 spp.)
    - Lingelsheimia Pax (7 spp.)
    - Heterosavia (Urb.) Petra Hoffm. (4 spp.)
    - Flueggea Willd. (16 spp.)
    - Nellica Raf. (19 spp.)
    - Cathetus Lour. (42 spp.)
    - Kirganelia A. Juss. (24 spp.)
    - Nymphanthus Lour. (87 spp.)
    - Lysiandra (F. Muell.) R. W. Bouman, I. Telford & J. J. Bruhl (27 spp.)
    - Moeroris Raf. (198 spp.)
    - Phyllanthus L. (228 spp.)
    - Cicca L. (45 spp.)
    - Dendrophyllanthus S. Moore (160 spp.)
    - Emblica Gaertn. (45 spp.)
    - Glochidion J. R. Forst. & G. Forst. (336 spp.)
    - Synostemon F. Muell. (39 spp.)
    - Breynia J. R. Forst. & G. Forst. (97 spp.)

  - Tribus Phyllanthoideae incertae sedis
    - Chonocentrum Pierre ex Pax & K. Hoffm. (1 sp.)
    - Ashtonia Airy Shaw (2 spp.)